# 香川県水産試験場
香川県水産試験場（かがわけんすいさんしけんじょう、Kagawa Prefectural Fisheries Experiment Station）は、瀬戸内海における水産業の研究・指導を目的として設置された香川県立の研究所。本場は香川県高松市にあり、赤潮研究所と栽培漁業センターを併設する。
赤潮の発生がある事から、対岸の岡山県水産試験場との連携が非常に不可欠である。

## 概要
「香川県水産試験場」として1900年（明治33年）6月15日に香川県庁内に仮事務所を設置。翌年9月1日に香川郡中笠居村（現：高松市香西本町）に移転したのが始まり。

## 所在地
香川県高松市屋島東町75番地5

## 組織
組織の長は所長である。
- 本場・赤潮研究所・栽培漁業センター
  - 環境資源研究担当－瀬戸内海の漁場環境調査や、漁業資源調査を担当
  - 増養殖研究部門－魚貝藻類の増養殖技術や、養殖魚類に安全確保を図るために、魚病の調査や研究などを担当
  - プロジェクトチーム－海苔養殖試験の振興や、タケノコメバル・キジハタといった香川県ブランドの新魚種の開発を行っている。

- 栽培漁業センター
  - 栽培漁業の推進を図るために、種苗生産や、種苗生産技術の開発・および漁業者に対する技術研修を実施している。なお、種苗の生産は財団法人香川県水産振興基金に委託している。

- 赤潮研究所
  - 赤潮による漁業被害の防止や軽減化を図るため、赤潮に対する調査研究および、漁業者への指導等を行っている

## 沿革（赤潮研究所・栽培漁業センターも含む）
- 1900年（明治33年）6月15日  - 香川県庁内に仮事務所を設置。
- 1901年（明治34年）
  - 9月1日  - 香川郡中笠居村（現・高松市香西本町）に移転。遠洋漁業調査船・狭貫丸（さぬきまる）を建造
  - 12月  - 新庁舎完成。
- 1904年（明治37年） - 製塩業に対する試験機関を坂出に、苦汁利用に関する試験場を木田郡潟元村（現・高松市屋島西町）に設置。
- 1908年（明治41年）3月 - 製塩試験場と苦汁試験場を廃止。
- 1910年（明治43年)  - 県庁内務部勧業課（現・農政水産部水産課）に移転。
- 1912年（大正元年） - 調査船として讃岐丸（26.35t・帆船）を建造。
- 1925年（大正14年） - 県警察部所有船・八栗丸を持って試験調査を実施（讃岐丸は廃止）。
- 1928年（昭和3年）9月 - 漁業指導船・壽丸（ことぶきまる。64.77t・帆船）を建造。
- 1929年（昭和4年） - 高松市新港町（現・高松市浜ノ町）に移転。
- 1938年（昭和13年） - 大川郡志度町（現・さぬき市）に新築移転。
- 1947年（昭和22年）12月 - 調査船「珠島丸」（3.32t）を建造。
- 1954年（昭和29年）3月 - 調査船・調査船「第2珠島丸」（6.59t）を購入。初代珠島丸は廃止。
- 1959年（昭和34年）3月 - 大型調査船「香川丸」（かがわまる。211.09t）を建造。のちに同船は香川県立多度津水産高等学校に移管された。
- 1962年（昭和37年）3月 - 調査船「第3珠島丸」（10.66t）を建造。第2珠島丸は廃止。
- 1970年（昭和45年）6月 - 高松市屋島東町（現在地）に庁舎完成・移転。
- 1974年（昭和13年）6月 - 調査船・やくり（19.97t・FRP製）を建造。第3珠島丸は廃止。
- 1980年（昭和55年）4月  - 赤潮研究部門を開設。
- 1982年（昭和57年）4月 - 香川県栽培漁業センターを水産試験場内に開設。
- 1983年（昭和58年）4月 - 水産試験場から赤潮研究部門が独立し、赤潮研究所が発足。
- 1985年（昭和60年）6月 - 魚病検査棟完成。
- 1989年（平成元年）6月 - 調査船「第2やくり」（19t、軽合金製）を建造。初代やくりは廃止。
- 2000年（平成12年）6月 - 水産試験場創立100周年記念式典を開催
- 2006年（平成16年）
  - 4月 - 調査船「第3やくり」（19t、軽合金製）を建造。2代やくりは廃止。
  - 10月 - 第24回全国豊かな海づくり大会を開催。

## 主な業績
- キジハタ・タケノコメバルの資源化。赤潮発生の調査や対策。トラフグの血管内吸虫症の調査研究報告など

## 現在の主要研究対象生物
- キジハタ
- タケノコメバル
- カワハギ
- イタボガキ
- アマモ
- ヒラメ
- 海苔
- ハマチ
- カンパチ

## 過去の主要研究対象生物等
- 食塩
- 苦汁
- 食用ガエル

## 赤潮発生時の連携
- 赤潮研究所と、県庁水産課・大学・瀬戸内海区水産研究所・地元の漁協・岡山県水産試験場および、岡山県水産課と綿密な連携を取り合って、被害拡大防止に努めている。

## その他
- 香川県はハマチ養殖の発祥の地である。
- 赤潮調査のために、工業化学技師が常駐している。